# Nokia 7700
Il Nokia 7700 è uno smartphone prodotto dall'azienda finlandese Nokia, la cui commercializzazione, programmata per il 2003, non è mai avvenuta.
Era previsto che questo modello fosse il primo smartphone multimediale di Nokia, e il primo a utilizzare l'interfaccia grafica Serie 90 su Symbian OS. Si prevedeva inoltre fosse il primo telefono a supportare la tecnologia Visual Radio.
Le ipotesi sul motivo dell'annullamento dell'uscita, avvenuto a metà del 2004, riguardavano la tendenza di Nokia a puntare su modelli standard a causa di quote di mercato decrescenti, la data prevista per il rilascio del modello sul mercato troppo in ritardo e la presunta caratteristica di questo di essere poco attraente e ingombrante.
Tuttavia il successivo Nokia 7710 è stato poi messo in commercio; quest'altro modello ha una maggiore capacità di memoria, un design diverso, e altri miglioramenti. Il 7700 è stato comunque utilizzato successivamente per ulteriori test con lo standard DVB-H.

## Caratteristiche
- Dimensioni: 13,7 x 79,5 x 21,6 mm
- Massa: 183 g
- Connettività: GSM triband 900-1800-1900 MHz, GPRS classe 10 ed EDGE classe 10
- Sistema operativo: Symbian OS 7.0 Series90 v2.0
- Chipset: TI OMAP 1510
- CPU: ARM925T, 150 MHz
- Risoluzione display: 640 x 320 pixel a 65 535 colori, touchscreen resistivo
- Fotocamera: sì (0,3 mpix), registrazione video
- Bluetooth: sì, v1.2
- Batteria: BP-5L, 3,7v, 1300 mAh Li-Po
- Durata batteria in conversazione: 6 ore
- Durata batteria in standby: 240 ore (10 giorni)
- Memoria: 25 MB espandibile con MMC, inclusa nella confezione ne era prevista una da 64 MB